# Ребро Адама (фильм, 1990)
«Ребро́ Ада́ма» — советская трагикомедия, поставленная режиссёром Вячеславом Криштофовичем в 1990 году по мотивам повести Анатолия Курчаткина «Бабий дом». 
Экранизация в целом трагична и несколько отличается от оригинала, имеющего комичный фон. В повести вместо бабушкиного колокольчика посреди квартиры валяется раковина, о которую все спотыкаются.

## Сюжет
Действие происходит в Москве в конце 1980-х годов. Нина Елизаровна работает экскурсоводом в музее «Красная Пресня», живёт в небольшой квартире с двумя взрослыми дочерьми («от двух очень разных мужей») и ухаживает за прикованной к постели старой матерью, которая не может говорить и у которой парализовано всё тело, за исключением левой руки и головы. Cемья живёт трудно: мужчины-кормильца в доме нет, денег не хватает, а ещё надо думать об образовании и замужестве дочерей. В музее Нина Елизаровна знакомится с одним из посетителей, командированным инженером Евгением Анатольевичем, который приходит туда каждый день две недели подряд, чтобы увидеться с ней. Между ними возникает симпатия. 
Нина Елизаровна приглашает Евгения Анатольевича в гости и заранее предупреждает свою мать о его приходе. Когда Евгений Анатольевич приходит, парализованная женщина настойчиво звонит в колокол, висящий над кроватью, и Нине Елизаровне ничего не остаётся, как выставить Евгения Анатольевича за дверь. Дочь выясняет отношения с матерью, понимая, что та специально звонила, чтобы помешать ей уединиться с гостем.
Старшая дочь, Лидия, работает в одном из московских учреждений. У неё роман с начальником, Андреем Павловичем, у которого есть жена и дети. Они собираются вдвоём поехать на отдых в Адлер, но, чтобы не показывать свои отношения на людях, решают поехать туда поодиночке с разницей в несколько дней: сначала — он, потом — она. Но за день до отъезда с Лидой встречается жена Андрея Павловича. Она сообщает ей, что Андрей Павлович уехал в Ялту вместе с подругой и сослуживицей Лиды — Мариной. Лида сдаёт билет, понимая, что её личным отношениям с Андреем Павловичем пришёл конец.
Младшая дочь, пятнадцатилетняя Настя, учится в ПТУ и проходит практику в гастрономе. У неё есть молодой человек  Михаил, и в какой-то момент она понимает, что беременна. Настя сообщает об этом Михаилу, тот — в шоке. В конце концов Настя даёт Михаилу от ворот поворот.
На день рождения своей парализованной матери Нина Елизаровна приглашает несколько мужчин: двух бывших мужей (отцов её дочерей) и нынешнего ухажёра. Хорошо начавшееся застолье заканчивается ссорой. Настя говорит всем присутствующим, что беременна и хочет родить этого ребёнка. Ко всему прочему появляется не совсем трезвый её уже бывший молодой человек Михаил, который требует Настю и пытается выломать дверь квартиры, но Евгений Анатольевич его «успокаивает». Наконец все мужчины уходят.
Глубокая ночь, но никто не спит. Нина Елизаровна с дочерьми сидят на кухне и разговаривают. Парализованная мать пытается позвонить в колокол, чтобы позвать кого-то из них, но дёргает за верёвку слишком сильно, и язык колокола попадает ей в лоб. Придя в себя, она обнаруживает, что паралич прошёл. Женщины в это время обсуждают план перепланировки комнаты для размещения кроватки младенца. Незаметно для них бабушка встаёт с постели и идёт в комнату, где проходило застолье. Там, стоя у стола, она начинает петь старинный романс, который слышат домочадцы. Они замолкают, по очереди заходят в комнату и обнаруживают выздоровевшую бабушку.

## В ролях
- Инна Чурикова — Нина Елизаровна, экскурсовод в музее
- Елена Богданова — бабушка, парализованная мать Нины Елизаровны
- Светлана Рябова — Лида, старшая дочь Нины Елизаровны от первого брака
- Мария Голубкина (дебютная роль) — Настя, младшая дочь Нины Елизаровны от второго брака
- Андрей Толубеев — Евгений Анатольевич, близкий друг Нины Елизаровны, командированный инженер
- Андрей Касьянов — Мишка, парень Насти
- Станислав Житарев — Андрей Павлович, начальник и любовник Лиды
- Игорь Кваша — Александр Наумович Гольдберг, второй муж Нины Елизаровны, отец Насти
- Ростислав Янковский — Виктор Витальевич, первый муж Нины Елизаровны, отец Лиды
- Галина Казакова — Марина, подруга и коллега Лиды, новая любовница Андрея Павловича
- Владимир Борисов — дедушка в молодости, отец Нины Елизаровны
- Александр Филатов — дедушкин друг, любовник бабушки в молодости

В эпизодах
- Ерванд Арзуманян — командировочный с Кавказа
- Лидия Ежевская — Надя, жена Андрея Павловича
- Сергей Василенко
- Леонид Машков
- Охорзин Дмитрий
- Анна Фроловцева — коллега Лиды
- Светлана Швайко
- Аня Васильева
- Ира Егорова
- Катя Федоркова
- Валера Федорков

## Съёмочная группа
- Автор сценария: Владимир Кунин
- Режиссёр-постановщик: Вячеслав Криштофович
- Оператор-постановщик: Павел Лебешев
- Художники-постановщики:
  - Сергей Хотимский
  - Александр Самулекин
- Композитор: Вадим Храпачёв
- Звукооператор: Ян Потоцкий
- Директор картины: Александра Демидова

## Музыка
В фильме использована музыка Жюля Массне.

## Признание и награды
| Премия                             | Категория                                     | Лауреаты и номинанты | Результаты |
| ---------------------------------- | --------------------------------------------- | -------------------- | ---------- |
| Пескарский кинофестиваль (1991)    | Приз за лучший сценарий                       | Владимир Кунин       | Победа     |
| Киноприз «Серебряный Пегас» (1991) | Приз за лучшую женскую роль                   | Инна Чурикова        | Победа     |
| Приз кинопрессы (1992)             | Лучшая актриса 1991 года                      | Инна Чурикова        | Победа     |
| Кинопремия «Ника» (1992)           | Премия «Ника» за лучшую женскую роль          | Инна Чурикова        | Победа     |
| Кинопремия «Ника» (1992)           | Премия «Ника» за лучшую сценарную работу      | Владимир Кунин       | Номинация  |
| Кинопремия «Ника» (1992)           | Премия «Ника» за лучшую режиссуру             | Вячеслав Криштофович | Номинация  |
| Кинопремия «Ника» (1992)           | Премия «Ника» за лучшую работу звукорежиссёра | Ян Потоцкий          | Номинация  |